# Viscount Colville of Culross
Viscount Colville of Culross, in the County of Perth, ist ein erblicher britischer Adelstitel in der Peerage of the United Kingdom.

## Verleihung
Der Titel wurde am 12. Juli 1902 für Charles Colville, 10. Lord Colville of Culross, geschaffen. Dieser war ein bekannter konservativer Politiker und saß im Vorstand verschiedener Eisenbahngesellschaften. Außerdem hatte er mehrere wichtige Ämter am Hof inne.

## Nachgeordnete Titel
Ein Vorfahr des ersten Viscounts, ein bedeutender Soldat seiner Zeit, war bereits am 25. April 1604 und erneut am 20. Januar 1609 zum Lord Colville of Culross erhoben worden. Dieser Titel gehört als Lordship of Parliament zur Peerage of Scotland.
Dem ersten Viscount war am 31. Dezember 1885 bereits die Würde eines Baron Colville of Culross, in the County of Perth, verliehen worden. Durch diesen Titel erhielt er einen Sitz im House of Lords. Er gehört zur Peerage of the United Kingdom.
Beide Würden werden heute als nachgeordnete Titel geführt.

## Liste der Lords und Viscounts Colville of Culross

### Lords Colville of Culross (1604)
- James Colville, 1. Lord Colville of Culross (1551–1629)
- James Colville, 2. Lord Colville of Culross (1604–1654)
- William Colville, 3. Lord Colville of Culross († 1656)
- John Colville, 4. Lord Colville of Culross († um 1680)
- Alexander Colville, 5. Lord Colville of Culross (1666–1717)
- John Colville, 6. Lord Colville of Culross (1690–1741)
- Alexander Colville, 7. Lord Colville of Culross (1717–1770)
- John Colville, 8. Lord Colville of Culross (1725–1811)
- John Colville, 9. Lord Colville of Culross (1768–1849)
- Charles John Colville, 10. Lord Colville of Culross (1818–1903) (1902 zum Viscount Colville of Culross erhoben)

### Viscounts Colville of Culross (1902)
- Charles John Colville, 1. Viscount Colville of Culross (1818–1903)
- Charles Robert William Colville, 2. Viscount Colville of Culross (1854–1928)
- Charles Alexander Colville, 3. Viscount Colville of Culross (1888–1945)
- (John) Mark Alexander Colville, 4. Viscount Colville of Culross (1933–2010)
- Charles Colville, 5. Viscount Colville of Culross (* 1959)

Mutmaßlicher Titelerbe (Heir Presumptive) ist der Bruder des jetzigen Viscounts, Hon. Richmond James Innys Colville (* 1961).